# Hawkins Field (Jackson)

i7
i11
i13
Hawkins Field (IATA-Code: HKS, ICAO-Code: KHKS) ist ein Flugplatz in Jackson, der Hauptstadt des US-Bundesstaats Mississippi. 

## Geschichte
Die Stadt Jackson kaufte 1928 für 53.500 Dollar 151 Acre Weideland, um dort einen Flugplatz einzurichten. Die Einweihung des nach der dort zuvor befindlichen Farm als Davis Field bezeichneten Platzes erfolgte am 9. November. Der erste Linienflug der Delta Air Lines führte am 17. Juni 1929 vom Love Field in Dallas zum Davis Field – mit Zwischenlandungen in Shreveport und Monroe.
1936 errichtete das Civilian Conservation Corps im Rahmen des WPA-Programms für 62.150 Dollar (entspricht dem Gegenwert von 1.410.000 Dollar) ein Empfangsgebäude und ein befestigtes Vorfeld. 1941 erhielt der Flugplatz zu Ehren eines lokalen Politikers seinen heutigen Namen. Im selben Jahr begann die militärische Nutzung des Flugplatzes unter dem Namen Jackson Air Base, zunächst als Flugschule der niederländischen Exilregierung, später auch der United States Army Air Forces.
Im Januar 1949 wurde der Flugplatz wieder einer zivilen Nutzung zugeführt, ab 1953 nutzte ihn zusätzlich die Mississippi Air National Guard. 1963 errichtete die Stadt einen neuen Flughafen in Rankin County, der seitdem sowohl von der Nationalgarde als auch den zivilen Fluggesellschaften genutzt wird.

## Betrieb
Hawkins Field wird heute für Flüge der Allgemeinen Luftfahrt und durch die Nationalgarde genutzt.